# Rima Cleomedes
Rima Cleomedes és una estructura geològica del tipus rima a la superfície de la Lluna, situada amb el sistema de coordenades planetocèntriques a 28.3 ° de latitud N i 57.18 ° de longitud E. Fa un diàmetre de 45.54 km. El nom va ser fet oficial per la UAI l'any 1964 i fa referència al cràter Cleòmedes, on s'hi troba.